# 罗伊·梅耶尔
罗伊·梅耶尔（荷蘭語：Roy Meyer，1991年6月4日—），荷兰男子柔道运动员，2019年世界柔道锦标赛男子100公斤以上级铜牌得主、2021年世界柔道锦标赛男子100公斤以上级铜牌得主、2023年世界柔道锦标赛混合团体铜牌得主。